# 15e étape du Tour de France 1935
Pour un article plus général, voir Tour de France 1935.
La 15e étape du Tour de France 1935 s'est déroulée le samedi 20 juillet.
Les coureurs relient Perpignan (Pyrénées-Orientales) à Bagnères-de-Luchon (Haute-Garonne), au terme d'un parcours de 325 kilomètres.
Le Belge Sylvère Maes gagne l'étape tandis que son compatriote Romain Maes conserve sa place en tête du classement général.

## Parcours
L'étape, partie de Perpignan, se dirige vers le Conflent et la ville de Prades où commence l'ascension vers le Col de la Perche alors donné à 1 579 m d'altitude. La descente est en Cerdagne jusqu'à Bourg-Madame où débute l'ascension vers le col de Puymorens (1 915 m), sur la ligne de partage des eaux entre Méditerranée et Atlantique. La descente est longue et régulière dans la Haute vallée de l'Ariège jusqu'à Tarascon-sur-Ariège où, par la route nationale 618, est entreprise l'ascension du col de Port (1 249 m), premier grand col pyrénéen inscrit au programme d'un Tour de France dès l'édition 1910 et pour la seizième fois en 1935, que le Belge Félicien Vervaecke franchira en tête. Le Couserans est traversé par la descente de la vallée de l'Arac, Saint-Girons et, toujours sur la nationale 618, l'ascension vers le col de Portet-d'Aspet (1 069 m) dans le Comminges suivie de peu par le col des Ares (797 m), dernière difficulté avant l'arrivée à Bagnères-de-Luchon et 325 km de course.

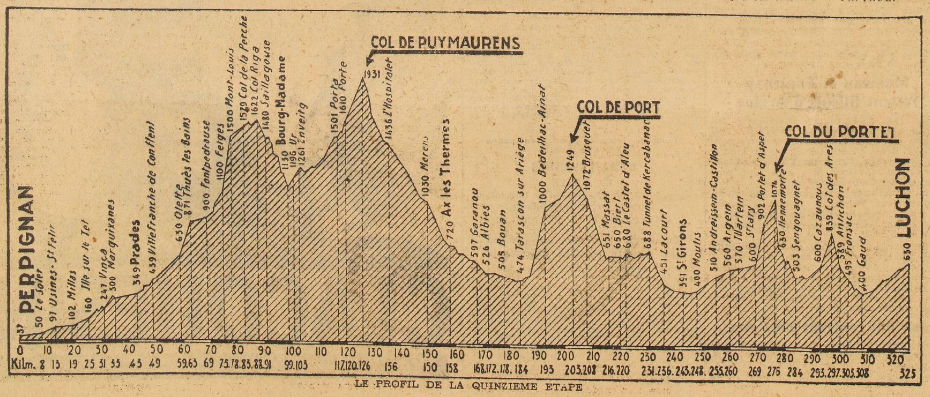
Le profil de la publié dans le journal L'Auto du 19 juillet 1935.

## Classements

### Prix du meilleur grimpeur
Le classement à l'issue de l'étape est le suivant :
| Classement de la montagne | Classement de la montagne | Classement de la montagne | Classement de la montagne | Classement de la montagne |
| Coureur                   | Coureur                   | Pays                      | Équipe                    | Points                    |
| ------------------------- | ------------------------- | ------------------------- | ------------------------- | ------------------------- |
| 1er                       | Félicien Vervaecke        | Belgique                  | Alcyon-Dunlop             | 86 pts                    |
| 2e                        | Gabriel Ruozzi            | France                    |                           | 61 pts                    |
| 3e                        | Sylvère Maes              | Belgique                  |                           | 57 pts                    |
| 4e                        | Francesco Camusso         | Italie                    | Legnano-Wolsit            | 47 pts                    |
| 5e                        | René Vietto               | France                    | Helyett-Hutchinson        | 42 pts                    |

### Classement de l'étape
| \| Classement de l'étape \| Classement de l'étape \| Classement de l'étape \| Classement de l'étape \| Classement de l'étape \| \| Coureur \| Coureur \| Pays \| Équipe \| Temps \| \| --------------------- \| --------------------- \| --------------------- \| --------------------- \| --------------------- \| \| 1er \| Sylvère Maes \| Belgique \| \| \| \| 2e \| Félicien Vervaecke \| Belgique \| Alcyon-Dunlop \| \| \| 3e \| Oskar Thierbach \| Allemagne \| \| \| \| 4e \| René Vietto \| France \| Helyett-Hutchinson \| \| \| 5e \| Ambrogio Morelli \| Italie \| \| \| \| 6e \| Romain Maes \| Belgique \| Alcyon-Dunlop \| \| \| 7e \| Orlando Teani \| Italie \| \| \| \| 8e \| Maurice Archambaud \| France \| \| \| \| 9e \| Georg Umbenhauer \| Allemagne \| \| \| \| 10e \| Gabriel Ruozzi \| France \| \| \| |                    |           |                    |       |
| |                    |           |                    |       |
| |                    |           |                    |       |
| Classement de l'étape |                    |           |                    |       |
| Coureur | Coureur            | Pays      | Équipe             | Temps |
| 1er | Sylvère Maes       | Belgique  |                    |       |
| 2e | Félicien Vervaecke | Belgique  | Alcyon-Dunlop      |       |
| 3e | Oskar Thierbach    | Allemagne |                    |       |
| 4e | René Vietto        | France    | Helyett-Hutchinson |       |
| 5e | Ambrogio Morelli   | Italie    |                    |       |
| 6e | Romain Maes        | Belgique  | Alcyon-Dunlop      |       |
| 7e | Orlando Teani      | Italie    |                    |       |
| 8e | Maurice Archambaud | France    |                    |       |
| 9e | Georg Umbenhauer   | Allemagne |                    |       |
| 10e | Gabriel Ruozzi     | France    |                    |       |

### Classement général à l'issue de l'étape
| \| Classement général \| Classement général \| Classement général \| Classement général \| Classement général \| \| Coureur \| Coureur \| Pays \| Équipe \| Temps \| \| ------------------ \| ------------------ \| ------------------ \| ------------------ \| ------------------ \| \| 1er \| Romain Maes \| Belgique \| Alcyon-Dunlop \| \| \| 2e \| Félicien Vervaecke \| Belgique \| Alcyon-Dunlop \| \| \| 3e \| Sylvère Maes \| Belgique \| \| \| \| 4e \| Ambrogio Morelli \| Italie \| \| \| \| 5e \| Georges Speicher \| France \| \| \| \| 6e \| Jules Lowie \| Belgique \| \| \| \| 7e \| René Vietto \| France \| Helyett-Hutchinson \| \| \| 8e \| Maurice Archambaud \| France \| \| \| \| 9e \| Gabriel Ruozzi \| France \| \| \| \| 10e \| Oskar Thierbach \| Allemagne \| \| \| |                    |           |                    |       |
| |                    |           |                    |       |
| |                    |           |                    |       |
| Classement général |                    |           |                    |       |
| Coureur | Coureur            | Pays      | Équipe             | Temps |
| 1er | Romain Maes        | Belgique  | Alcyon-Dunlop      |       |
| 2e | Félicien Vervaecke | Belgique  | Alcyon-Dunlop      |       |
| 3e | Sylvère Maes       | Belgique  |                    |       |
| 4e | Ambrogio Morelli   | Italie    |                    |       |
| 5e | Georges Speicher   | France    |                    |       |
| 6e | Jules Lowie        | Belgique  |                    |       |
| 7e | René Vietto        | France    | Helyett-Hutchinson |       |
| 8e | Maurice Archambaud | France    |                    |       |
| 9e | Gabriel Ruozzi     | France    |                    |       |
| 10e | Oskar Thierbach    | Allemagne |                    |       |